# Смертна кара у Великій Британії

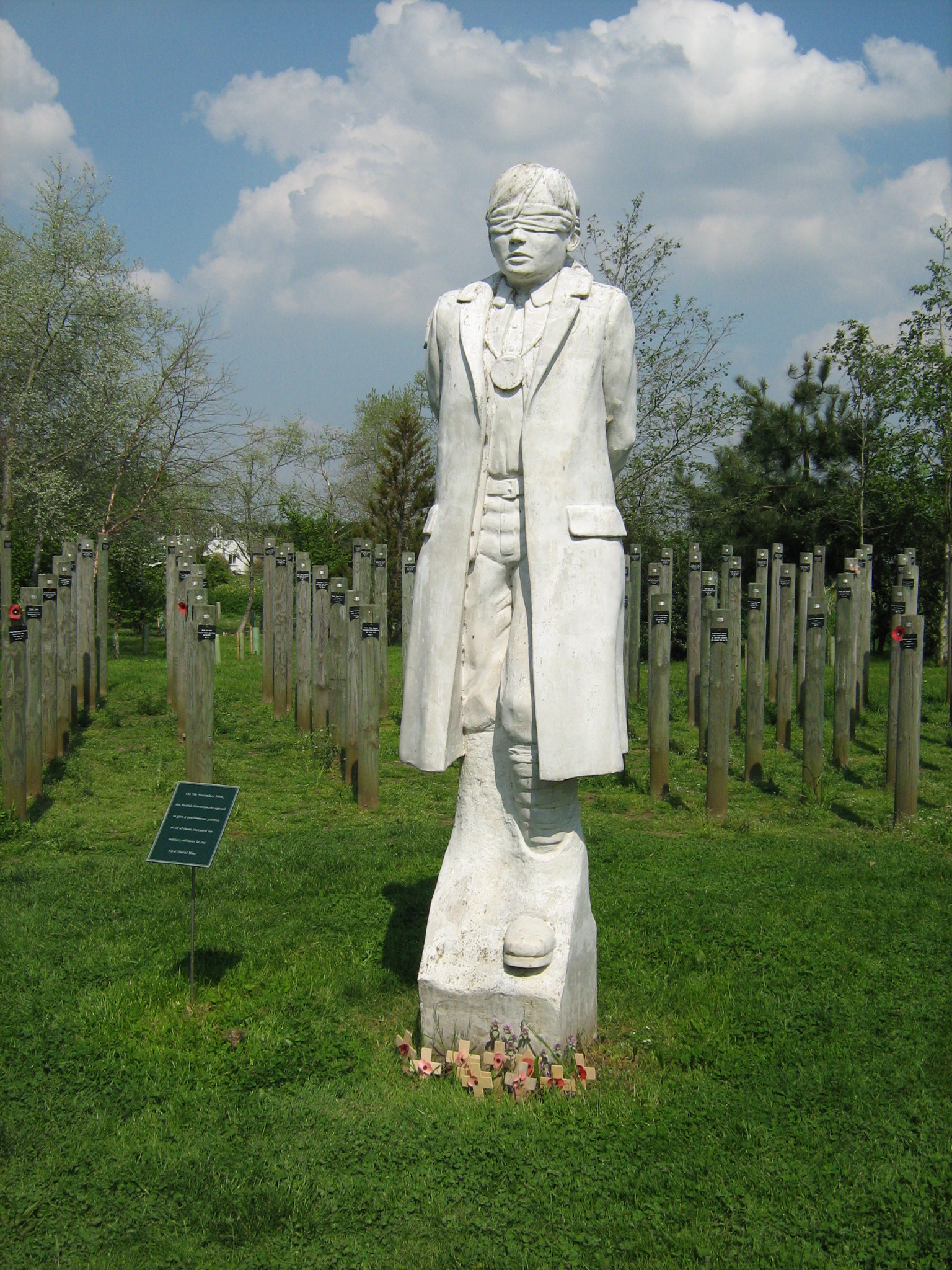
Меморіал «Постріл на світанку» на згадку про британських солдатів, страчених за рішеннями військово-польових судів під час Першої світової війни

Сме́ртна ка́ра у Вели́кій Брита́нії застосовувалася з часу створення держави і до середини XX століття. Остання страта відбулася у Сполученому Королівстві в 1964 році. У 2003 році Велика Британія ратифікувала 13-й протокол Європейської конвенції з прав людини, який повністю забороняє смертну кару.

## Історія
В 1688 році у Великій Британії налічувалося менше 50 злочинів, за скоєння яких карали смертною карою, а до 1776 року їх кількість зросла вже майже до 200. «Кривавий кодекс», який виконував роль кримінального законодавства Великої Британії на початку XIX століття, був надзвичайно жорстоким і передбачав смертну кару за приблизно 220—230 різних злочинів, серед таких, наприклад, були крадіжка ріпи, завдавання шкоди рибі у ставках, перебування у лісі перевдягненим або зі зброєю. Відомі випадки, коли до страти за крадіжку засуджували семирічних дітей. Дослідники вважають, що така неймовірна жорстокість британських законів того часу була обумовлена промисловою революцією та урбанізацією, які призвели до збагачення однієї частини населення і одночасного зубожіння іншої. З бурхливим розвитком міст поширювалися злидні та злочинність, єдиним дієвим засобом боротьби з якою, до створення у 1829 році перших підрозділів поліції, вважалася смертна кара. Публічні страти вважалися цікавим видовищем і приваблювали численну кількість глядачів.
З 1808 року розпочався тривалий процес реформування «Кривавого кодексу», ініціатором якого виступив Генеральний стряпчий Уряду усіх талантів Семюель Роміллі. Поступово кількість злочинів, за які карали на смерть, зменшувалася, і в 1861 році це вже були лише вбивство, зрада, навмисний підпал доків і піратство. У 1868 році було відмінено публічні страти, а в 1908-му встановлено мінімальний вік, у якому могли засудити на смерть — 16 років.

## Скасування
Іншим стало ставлення до страти у Великій Британії після трагічних подій Другої світової війни. У 1948 році було створено спеціальну Королівську комісію з вивчення питання смертної кари, і поступово система кримінального законодавства держави почала зазнавати змін.
В 1965 році було прийнято закон, за яким на всій території Сполученого Королівства, окрім Північної Ірландії, тимчасово, на п'ять років, призупинялося застосування смертної кари, щоправда лише за вбивство. В 1969-му цю норму було затверджено, як постійну. У Північній Ірландії смертну кару за вбивство скасували лише у 1973 році, але фактично з 1961-го тут не було страчено жодної людини. Поступово і за скоєння інших злочинів вищу міру покарання було скасовано: за підпал у Королівській верфі у 1971 р., за шпигунство у 1981 р., за піратство, зраду та заколот у 1998 р. За підрахунками, загалом за період з 1735 по 1964 роки у Великій Британії було страчено близько 12 тисяч цивільних осіб.
Останні страти:
- Англія — 13 серпня 1964
- Шотландія — 15 серпня 1963
- Північна Ірландія — 20 грудня 1961
- Уельс — 6 травня 1958

27 січня 1999 року Великою Британією було підписано 6-й протокол Європейської конвенції з прав людини, який вимагає скасування смертної кари, за винятком наявності можливості державі передбачити у своєму законодавстві вищу міру покарання «за діяння, вчинені під час війни або невідворотної загрози війни». А з 1 лютого 2004 року, згідно ратифікованого 10 жовтня 2003 року 13-го протоколу Європейської конвенції з прав людини, у Сполученому Королівстві було скасовано «смертну кару за всіх обставин».

## Дискусії про відновлення
«Якщо сам факт позбавлення життя однієї людини іншою вважати серйозним злочином, то ідея того, щоб страчувати когось – просто несумісна з першим. Але, крім того, хоча ми усі хочемо, щоб система судочинства ніколи не помилялася, щоб людина, яку засудили, справді була тієї винною особою, деколи система судочинства все ж помиляється, а коли людині присуджують смертну кару, то виправити покарання неможливо»
«Якщо ми хочемо досягти хоч якогось поступу в цивілізуванні нашого світу, нам треба схвалювати рішення не на підставі опитувань громадської думки, а на підставі того, що спрацьовує. А смертна кара не спрацьовує»
Зумовлені гучними вбивствами та судовими помилками, дискусії щодо відновлення смертної кари у британському суспільстві не припиняються від часу її скасування. За даними опитування, проведеного у 2011 році, 65 % британців підтримують відновлення смертної кари за вбивство. Разом з цим усі провідні політичні сили держави виступають проти страт, аргументуючи свою позицію зокрема тим, що це далеко не найдієвіший спосіб боротьби з тяжкою злочинністю.
Так, за статистикою ООН, у Європі, більшість країн якої скасували смертну кару, кількість вбивств значно менша, ніж в Африці та Америці, де страти здійснюються. В свою чергу, Велика Британія має один із найнижчих показників рівня навмисних убивств у Європі — 1.2 на 100 тис. населення у 2011 році.
| Частина світу | % від загальної кількості вбивств у світі (2010) | кількість вбивств на 100 тис. населення (2010) |
| ------------- | ------------------------------------------------ | ---------------------------------------------- |
| Африка        | 36 %                                             | 17.4                                           |
| Америка       | 31 %                                             | 15.5                                           |
| Азія          | 27 %                                             | 3.1                                            |
| Європа        | 5 %                                              | 3.5                                            |
| Океанія       | 0.3 %                                            | 3.5                                            |

## Методи страт
Традиційною формою виконання смертного вироку у Великій Британії було повішення. У 16-18 століттях для знаті застосовувалося обезголовлювання. Єретиків і жінок, винних у вбивстві своїх чоловіків, спалювали, за зраду четвертували.

## Відомі страти

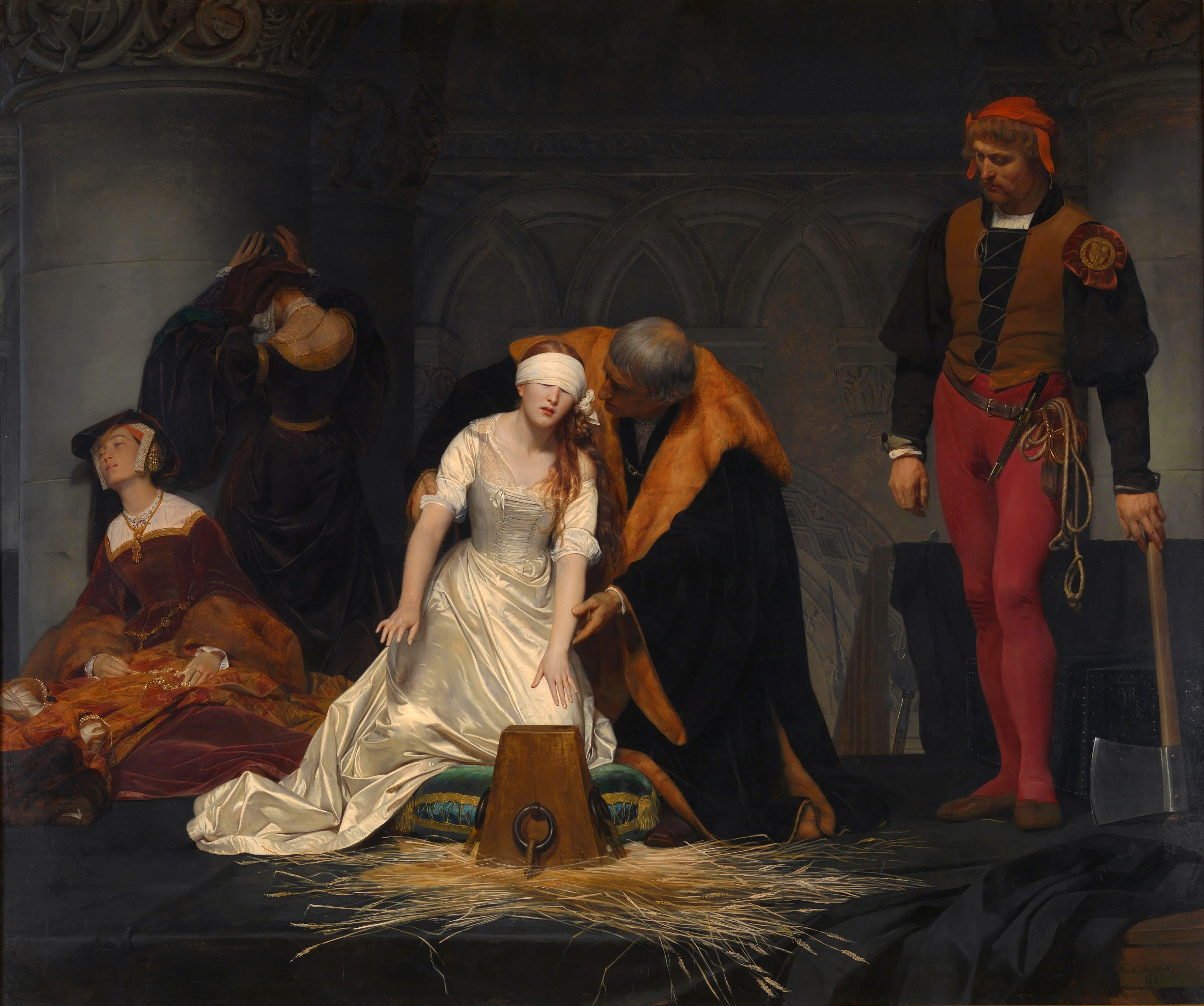
Страта Леді Джейн Грей

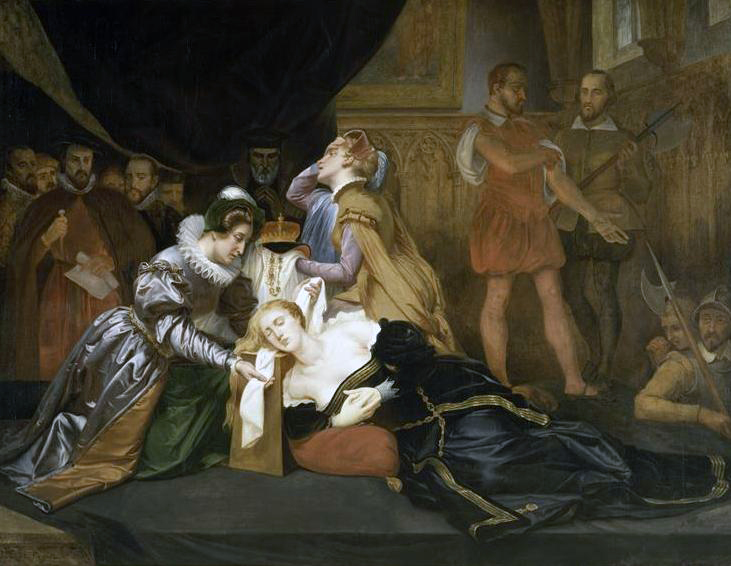
Страта Марії Стюарт

- 23 серпня 1305 — Вільяма Воллеса, провідника і організатора збройної боротьби за незалежність шотландців від Англії, страчено у Лондоні через повішення, випотрошення і четвертування
- 22 червня 1535 — у Тауері обезголовлено єпископа Рочестерського Джона Фішера, який не погодився визнати Акт про супрематію (у 1935 році був канонізований Римо-католицькою церквою)
- 6 липня 1535 — обезголовлено лорд-канцлера і письменника-гуманіста Томаса Мора, який також не погодився визнати Акт про супрематію (у 1935 році був канонізований Римо-католицькою церквою і зарахований до лику святих)
- 19 травня 1536 — за звинуваченням у зраді обезголовлена мечем королева Англії Анна Болейн
- 28 липня 1540 — Томаса Кромвеля, звинуваченого у зраді та єресі, обезголовлено у Тауері
- 13 лютого 1542 — за звинуваченням у подружній зраді обезголовлено Катерину Говард, п'яту дружину короля Генріха VIII
- 12 лютого 1554 — Леді Джейн Грей, «дев'ятиденну королеву», разом з чоловіком Гілфордом Дадлі обезголовлено у Тауері
- 14 лютого 1554 — у Лондоні здійснено масову страту 45 заколотників — учасників повстання Томаса Ваєтта проти королеви Англії Марії Тюдор
- 21 березня 1556 — Томас Кранмер, перший протестантський архієпископ Кентерберійський, радник англійського короля Генріха VIII, як єретик, спалений на вогнищі
- 8 лютого 1587 — шотландська королева Марія I Стюарт, звинувачена у змові з метою вбивства королеви Єлизавети І, обезголовлена у Великій залі замку Фотерінгей
- 31 січня 1606 — четвертовано Гая Фокса, англійського дворянина-католика, найвідомішого учасника Порохової змови проти англійського та шотландського короля Якова I
- 29 жовтня 1618 — обезголовлено Волтера Релі, англійського державного діяча, авантюриста і поета
- 30 січня 1649 — король Англії Карл І, визнаний зрадником і ворогом вітчизни, обезголовлений в Уайтхолі на ешафоті перед Бенкетинг-гаусом
- 23 травня 1701 — у Лондоні повішено пірата Вільяма Кідда (потім його тіло протягом 23 років висіло у залізній клітці над Темзою як попередження іншим піратам)
- 13 грудня 1945 — у в'язниці міста Гамельн повішено Йозефа Крамера, коменданта концтабору Берґен-Бельзен, звинуваченого у воєнних злочинах Британським воєнним судом